# Берлянд, Сигизмунд Соломонович
Сигизмунд Соломонович Берлянд (6 мая 1905, Минск — 13 декабря 1978, Ульяновск) — советский учёный-агроном, селекционер. Доктор биологических наук, профессор. Заслуженный деятель науки РСФСР.

## Биография
Окончил сельскохозяйственный факультет Среднеазиатского университета (1927). 
В 1946—1947 декан агрономического факультета, в 1945—1947 заведующий кафедрой селекции и семеноводства Сталинградского сельскохозяйственного института. 
В 1953 году, Сигизмунд Соломонович Берлянд вместе с супругой Клавдией Петровной Тулайковой, приехали в Ульяновск на работу в Ульяновский сельскохозяйственный институт. Берлянд возглавил кафедру растениеводства и селекции сельскохозяйственных культур, Тулайкова — кафедру ботаники, физиологии растений и микробиологии. Со временем оба стали ведущими специалистами института, создали свои школы.
Опубликовал более 100 научных работ (монографии, учебники, статьи). Вывел ряд новых сортов, подготовил 30 кандидатов наук, разработал основные вопросы биологии и агротехники культур: злаковых (пшеница), лубяных (кенаф, кендырь, канатник, джут).
13 декабря 1978 года, после тяжелой болезни, Сигизмунд Соломонович Берлянд скончался. Похоронен на Северном кладбище Ульяновска.

## Семья
Жена — Тулайкова Клавдия Петровна (1902—1972) — доктор биологических наук, профессор, заслуженный деятель науки РСФСР. Племянница известного учёного в области агрономии академика Н. М. Тулайкова, в семье которого она воспитывалась. 
Сын Берлянд Александр Сигизмундович и Берлянд Виктор Сигизмундович (1927—2009), внучка Кириллова Татьяна Викторовна, внук Берлянд Евгений Александрович.

## Награды
- Орден Трудового Красного Знамени[2];
- Орден «Знак Почёта»[2];
- Медали[2].

## Память
- 21 июня 2013 года на здании вуза С. С. Бердянду и К. П. Тулайковой торжественно открылись памятные мемориальные доски. Также на кафедре растениеводства и селекции была открыта учебная лаборатория имени Сигизмунда Соломоновича Берлянда[4].

## Научные труды
- «Основы агрономии» : Справочное пособие для сел. учителя. — Москва : Учпедгиз, 1962.
- «Очерки о земледелии и земледельцах» — Москва : Просвещение, 1964.
- «Канатник» — Москва ; Огиз ; Ленинград : Гос. науч.-техн. изд-во, 1931 (Л. : тип. им. Ив. Федорова)
- «Кендырь» — Москва ; Огиз ; Ленинград : Гос. науч.-техн. изд-во, 1931 (Л. : тип. им. Ив. Федорова).
- «Гибридизация растений» — Москва : Сельхозгиз, 1957.
- «Как создаются сорта культурных растений» — Москва : Сельхозгиз, 1960.
- «Агротехника канатника» — Москва : Сельхозгиз, 1950.
- «Как создавались сортовые богатства культурных растений нашей страны» — Москва : Сельхозгиз, 1951.
- «Что такое акклиматизация растений» — Москва : Сельхозгиз, 1959.
- «Отборные семена — залог высокого урожая» ; Нар. ком. земледелия ТССР. Агропроизводств. упр. — Ашхабад : ТОГИЗ, 1944.
- «Растениеводство» — Москва : Колос, 1967.
- «Семеноводство новых лубяных культур» — Москва ; Ленинград : Гос. изд-во с.-х. и колхоз.-кооп. лит-ры, 1932
- «Агротехника кендыря» — Москва : Сельхозгиз, 1950.
- «Выращивание высоких урожаев конопли» — Москва : Сельхозгиз, 1953.